# Apertura mentale
In psicologia, l'apertura mentale (openness to experience) è uno dei cinque tratti fondamentali utilizzati per descrivere la personalità umana nel modello teorico dei Big Five. Questa dimensione coinvolge sei sfaccettature (facets), o sotto-dimensioni, ovvero l'immaginazione attiva (fantasia), la sensibilità estetica, l'attenzione ai sentimenti interiori, la preferenza per la varietà e la curiosità intellettuale. Una grande quantità di ricerche psicometriche ha dimostrato che questi tratti o qualità sono significativamente correlati, pertanto l'apertura mentale può essere vista come un tratto della personalità globale costituito da un insieme di sotto-tratti, abitudini e tendenze specifici che si raggruppano insieme.
L'apertura mentale tende a essere normalmente distribuita, con un piccolo numero di individui che ottengono un punteggio estremamente alto o basso, e la maggior parte delle persone che ottiene un punteggio medio. Le persone che ottengono un punteggio basso in termini di apertura mentale tendono ad essere convenzionali e tradizionali nella loro visione e comportamento. Preferiscono le routine familiari alle nuove esperienze e generalmente hanno una gamma di interessi più ristretta. D'altro canto, l'apertura mentale ha relazioni positive con tratti quali creatività, intelligenza e desiderio di conoscenza.
Rispetto agli altri tratti della personalità del modello dei Big Five, l'apertura mentale ha relazioni più modeste con gli aspetti della salute mentale. Nel complesso questo tratto sembra essere in gran parte non correlato ai sintomi dei disturbi mentali.